# Bahnhof Bălți-Slobozia
Der Bahnhof Bălți-Slobozia ist ein kombinierter Zwischen- und Trennungsbahnhof/Kreuzungsbahnhof in Bălți, Republik Moldau. Der Bahnhof ist ein Knotenpunkt an den Strecken von Bălți nach Ocnița/Otaci, Rîbnița und Ungheni.
Der Bahnhof ist der wichtigste Personenbahnhof Bălțis sowie der einzige Bahnhof Moldaus mit drei Strecken.
Der Kreuzungsbahnhof mit 16 Gleisen ist Umsteigepunkt zwischen Personenfern- und -nahverkehr und weist außerdem Schienengüterverkehr auf.